# Skånska Socialdemokraten
Skånska Socialdemokraten var en svensk dagstidning som startade i Helsingborg 1907. 1954 bytte tidningen namn till Nyheterna och 1965 gick den upp i Arbetet.   
Nils Karleby var chefredaktör för Skånska Socialdemokraten 1917–1922 (1920). 
Kommunalpolitikern och riksdagsmannen Karl Bergström satte sin karaktär på tidningen som chefredaktör från 1922 (1920) till 1953. 
Under andra världskriget var det en stark inriktning mot nazism och kommunism med en evig pennfajt på ledarsidorna mot Helsingborgs Dagblad under 1930-talet och andra världskriget.  
Frans Nilsson var chefredaktör 1953 fram till 1961 då han blev Arbetet i Malmös chefredaktör.  
Skånska Socialdemokraten var också känd för att skriva mycket om konst och kultur.

## Kuriosa
- Skånska Socialdemokratens arkiv och före detta medarbetare var källor till Hans Alfredson för den alternativhistoriska romanen Attentatet i Pålsjö skog från 1996.